# Nepinalon
A nepinalon száraz köhögést csillapító gyógyszer.

## Adagolás
Szájon át, napi 3×10 mg.

## Készítmények
A nemzetközi gyógyszerkereskedelemben:
- Placatus
- Tussolvina
- Nepituss

Magyarországon nincs forgalomban.